# Сілвенія (Алабама)
Сілвенія (англ. Sylvania) — місто (англ. town) в США, в окрузі Декальб штату Алабама. Населення — 1790 осіб (2020).

## Географія
Сілвенія розташована за координатами 34°33′43″ пн. ш. 85°48′17″ зх. д. / 34.56194° пн. ш. 85.80472° зх. д. (34.562043, -85.804720). За даними Бюро перепису населення США в 2010 році місто мало площу 22,20 км², з яких 21,94 км² — суходіл та 0,26 км² — водойми.

## Демографія
Згідно з переписом 2010 року, у місті мешкало 1837 осіб у 674 домогосподарствах у складі 505 родин. Густота населення становила 83 особи/км². Було 750 помешкань (34/км²).
Расовий склад населення:
| - 86,7 % — білих - 0,8 % — корінних американців - 0,2 % — вихідців з тихоокеанських островів - 0,2 % — чорних або афроамериканців - 0,2 % — азіатів - 7,5 % — осіб інших рас |

До двох чи більше рас належало 4,4 %. Частка іспаномовних становила 11,2 % від усіх жителів.
За віковим діапазоном населення розподілялося таким чином: 27,8 % — особи молодші 18 років, 61,3 % — особи у віці 18—64 років, 10,9 % — особи у віці 65 років та старші. Медіана віку мешканця становила 33,8 року. На 100 осіб жіночої статі у місті припадало 97,5 чоловіків; на 100 жінок у віці від 18 років та старших — 93,7 чоловіків також старших 18 років.
Середній дохід на одне домашнє господарство становив 53 893 долари США (медіана — 46 964), а середній дохід на одну сім'ю — 58 916 доларів (медіана — 51 600). За межею бідності перебувало 17,9 % осіб, у тому числі 23,1 % дітей у віці до 18 років та 6,4 % осіб у віці 65 років та старших.
Цивільне працевлаштоване населення становило 890 осіб. Основні галузі зайнятості: виробництво — 28,1 %, освіта, охорона здоров'я та соціальна допомога — 19,1 %, роздрібна торгівля — 8,5 %, транспорт — 8,3 %.